# Capacho Nuevo
Capacho Nuevo es la capital del municipio Independencia, ubicado en el estado Táchira, Venezuela. Forma parte de la región metropolitana de la entidad tachirense. Tiene una población de 47 114 habitantes.

## Historia

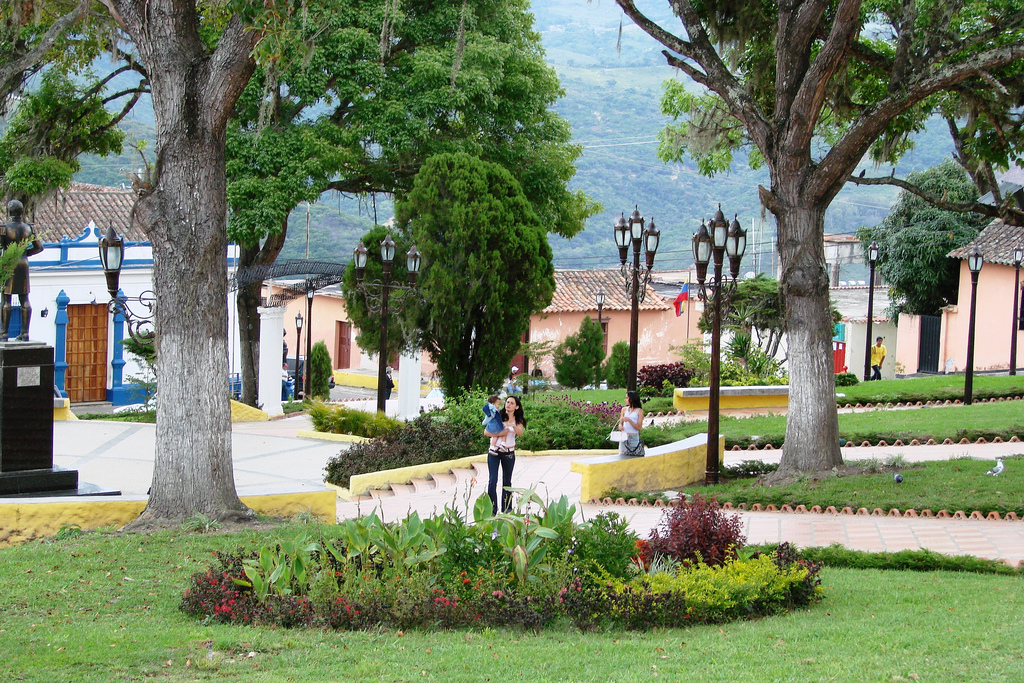
Plaza Bolívar de Capacho Nuevo

Durante la época colonial, la zona donde hoy se asienta Capacho Nuevo estaba habitada por la tribu de los Capuchos, de donde proviene la etimología del nombre de la ciudad. En el año 1875, tras un devastador terremoto que destruyó por completo el núcleo poblacional original conocido como Capacho, varios de sus habitantes se trasladaron y se asentaron en la actual ubicación de San Pedro de Independencia. A pesar del cambio geográfico, los pobladores conservaron su identidad capachera, en parte debido a la corta distancia entre ambas localidades, lo que dio origen al nombre de Capacho Nuevo.
En la actualidad, ambas poblaciones —Capacho Viejo y Capacho Nuevo— se encuentran conurbadas, y los tachirenses suelen referirse a esta unidad urbana simplemente como Capacho, sin hacer distinción entre el antiguo asentamiento y el nuevo municipio Independencia de Dios.

## Economía
La economía predominante involucra actividades de esparcimiento, turísticas y actividades comerciales en general. Al ser una ciudad dormitorio del Gran San Cristóbal posee una característica casi exclusivamente residencial. Durante las fiestas de Reyes Magos existe una gran afluencia de visitantes a la localidad y en Semana Santa.

## Clima
El clima predominante es tropical (altura) de sabana, según Koppen, con una precipitación media de 900 mm anual y temperaturas promedio de 29,4 °C.